# Andrej Babkin
Andrej Nikolajevič Babkin (rusky Андрей Николаевич Бабкин; * 21. dubna 1969, Brjansk) je od roku 2010 ruský kosmonaut, původně inženýr společnosti RKK Energija. Byl zařazen do několika záložních i hlavních posádek pro lety na Mezinárodní vesmírnou stanici (ISS), ale z různých důvodů byl postupně ze všech vyřazen. V září 2024 ukončil kariéru kosmonauta, ale v jejich oddílu zůstal ve velitelské funkci.

## Život

### Mládí, inženýr
Narodil se ve městě Brjansk na západě tehdejší Ruské sovětské federativní socialistické republiky v evropské části Sovětského svazu. Po střední škole v letech 1986–1990 studoval na Brjanském institutu dopravního strojírenství, od roku 1990 obor systémy zabezpečení životních podmínek na Moskevském leteckém institutu Serga Ordžonikidzeho. Studium na institutu dokončil roku 1995. Od roku 1997 pracoval ve společnosti RKK Energija. Roku 2006 získal titul kandidát věd. V RKK Energija začal jako řadový inženýr, který se podílel na vývoji nástrojů pro činnost při výstupech do vesmíru, od roku 200 působil i při testech skafandrů a jako podpůrný potápěč při nácviku výstupů do vesmíru v bazénech Střediska přípravy kosmonautů. Postupně se vypracoval na náčelníka skupiny pro technické zabezpečení pátrací a záchranné služby na místech přistání kosmických lodí Sojuz; věnoval se i organizačně-technickým aspektům výstupů do vesmíru.

### Kosmonaut
Kosmonautem se snažil stát od roku 1999, přestože zpočátku nesplňoval podnikovou podmínku alespoň tříletého zaměstnání v RKK Energija. Při náboru roku 2006 k němu měli výhrady lékaři, prošel až při následujícím náboru – 26. dubna 2010 získal doporučení Státní meziresortní komise k zařazení do oddílu kosmonautů RKK Energija (společně s Sergejem Kuď-Sverčkovem). O měsíc později, 26. května 2010 byl příkazem ředitele Roskosmosu Anatolije Perminova zařazen do oddílu kosmonautů RKK Energija jako kosmonaut-kandidát. Absolvoval dvouletou všeobecnou kosmickou přípravu, během níž se 22. ledna 2011 v souvislosti se sjednocením ruských skupin kosmonautů stal členem oddílu Střediska přípravy kosmonautů Roskosmosu (CPK). Po složení závěrečných zkoušek získal 12. listopadu 2012 kvalifikaci zkušebního kosmonauta, která mu byla oficiálně udělena 3. prosince 2012.
Po navazujícím tréninku se v říjnu 2017 dostal do záložní posádky pro let Sojuzu MS-10 (start v říjnu 2010, Expedice 57/58), nicméně v dubnu 2018 byl z posádky vyřazen kvůli odkladu startu modulu Nauka a souvisejícím snížením počtu ruských kosmonautů na Mezinárodní vesmírné stanici (ISS) ze tří na dva. V červenci 2018 se objevil v sestavě Expedice 61/62 se startem v Sojuz MS-15 očekávaným v říjnu 2019, ale v dubnu 2019 byl přesunut do Expedice 63/64 s plánovaným startem v Sojuzu MS-16 na jaře 2020, koncem roku 2019 přečíslované na Expedici 62/63. Dne 19. února 2020 agentura Roskomos oznámila, že záložní posádka na misi nahradí posádku hlavní, jejíž velitel Nikolaj Tichonov utrpěl zranění oka. Babkin byl obratem zařazen do záložní posádky Sojuzu MS-16 a 29. května 2020 do rezervní posádky Sojuzu MS-17. Počátkem listopadu 2020 následovalo zařazení do náhradní posádky Sojuzu MS-18 a hlavní posádky Sojuzu MS-19, ale za pouhé dva měsíce, 11. ledna 2021, meziresortní komise pro výběr kosmonautů na doporučení hlavní lékařské komise rozhodla o jeho vyřazení z posádek pro obě mise. Ironií osudu je, že si Babkin díky tomu ušetřil další zklamání, protože v Sojuzu MS-19 nakonec na ISS v říjnu 2021 letěli ke krátké misi ruští filmaři Klim Šipenko a Julija Peresildová, aby tam natočili záběry pro film Vyzov (rusky Вызов; doslovně Výzva).
Na přelomu srpna a září 2024 byl Babkin požádán, aby podepsal žádost o přeložení z letové pozice v oddílu kosmonautů do funkce zástupce velitele pro vědu. Od září 2024 je tato pozice uvedena v jeho životopisu na webu CPK.